# Wightia speciosissima
Wightia speciosissima är en tvåhjärtbladig växtart som först beskrevs av David Don, och fick sitt nu gällande namn av Elmer Drew Merrill. Wightia speciosissima ingår i släktet Wightia och familjen Paulowniaceae. Inga underarter finns listade i Catalogue of Life.